# 弗农 (犹他州)
弗农（英文：Vernon），是美国犹他州图埃勒县下属的一座城市。建市于 1862年，面积大约为7.53平方英里（19.5平方公里），海拔约为5,515英尺（1,681米）。根据2010年美国人口普查，该市有人口243人。